# Ronjpelana warisensis
Ronjpelana warisensis är en insektsart som beskrevs av Young 1986. Ronjpelana warisensis ingår i släktet Ronjpelana och familjen dvärgstritar. Inga underarter finns listade i Catalogue of Life.